# Saint-Martin-de-Gurson
Saint-Martin-de-Gurson é uma comuna francesa na região administrativa da Nova Aquitânia, no departamento Dordonha. Estende-se por uma área de 24,3 km². Em 2010 a comuna tinha 668 habitantes (densidade: 27,5 hab./km²).